# Euodynerus diversus
Euodynerus diversus är en stekelart som först beskrevs av Walker 1871.  Euodynerus diversus ingår i släktet kamgetingar, och familjen Eumenidae. Inga underarter finns listade i Catalogue of Life.